# Ceratinopsis raboeli
Ceratinopsis raboeli là một loài nhện trong họ Linyphiidae.
Loài này thuộc chi Ceratinopsis. Ceratinopsis raboeli được Scharff miêu tả năm 1989.